# Murosternum
Murosternum – rodzaj chrząszczy z rodziny kózkowatych i podrodziny zgrzypikowych. 

## Zasięg występowania
Przedstawiciele tego rodzaju występują w Afryce Zachodniej i Środkowej od Sierra Leone i Republiki Środkowoafrykańskiej na płn. po Demokratyczną Republikę Konga na płd.

## Systematyka
Do Murosternum należy 5 gatunków:
- Murosternum mocquerysi
- Murosternum molitor
- Murosternum paramolitor
- Murosternum pentagonale
- Murosternum pulchellum